# Almir Ljutovac
Almir Ljutovac, född 8 oktober 1986, är en svensk volleybollspelare (libero) och -tränare. Ljutovac var 2022-2024 förbundskapten för Sveriges herrlandslag i volleyboll.
Ljutovacs moderklubb är Habo Wolley och började spela på elitnivå med dem 2005. Han gick 2011 över till Falkenbergs VBK som han spelade med tills han avslutade sin spelarkarriär 2015. Han blev 2019 tränare för Hylte/Halmstad VBK:s herrlag och assisterande tränare för dess damlag. Han var förbundskapten för Sveriges landslag 2022-2024 Han behöll posten till 2024. Inga landskamper kom dock att spelas under hans tid som förbundskapten då andra landslag (damer inomhus och herrar beach) var mer prioriterade.Ljutovac har även själv spelat 6 landskamper med landslaget. Sedan han avslutade spelarkarriären har han även varit assisterande förbundskapten. Han har vunnit SM-guld både som spelare (med Falkenbergs VBK) och som tränare (med Hylte/Halmstads VBK).
Ljutovac har även spelat beachvolley och där vunnit U-SM-guld.